# 第80回都市対抗野球大会予選
第80回都市対抗野球大会予選は、第80回都市対抗野球大会に出場するまでの全557試合の結果をまとめたものである。なお、本大会への出場を決める代表決定戦以外におけるコールド、延長のイニングは記載しない。

## 北海道地区

### 1次予選
- 1回戦

TOYAKO KOSEIKAI Baseball Club　3－2　トランシス・マーリンズ
WEEDしらおい　2－1　ブレーブくしろ
札幌倶楽部　8－7　札幌ブルーインズ
函館太洋倶楽部　4－0　オール苫小牧
- 2回戦

ウイン北広島　8－7　TOYAKO KOSEIKAI Baseball Club
WEEDしらおい　9－2　帯広倶楽部
札幌倶楽部　3－2　旭川グレートベアーズ
函館太洋倶楽部　4－1　小樽野球協会
- 3回戦

JR北海道　9－1　ウイン北広島
WEEDしらおい　6－3　札幌ホーネッツ
航空自衛隊千歳　14―3　札幌倶楽部
室蘭シャークス　10－0　函館太洋倶楽部
- 敗者復活1回戦

札幌ホーネッツ　4－1　ウイン北広島
函館太洋倶楽部　11－6　札幌倶楽部
- 敗者復活2回戦

札幌ホーネッツ　11－1　函館太洋倶楽部
- 代表決定戦

JR北海道　7－0　WEEDしらおい
室蘭シャークス　4－3　航空自衛隊千歳
- 第3代表決定戦

航空自衛隊千歳　8－0　WEEDしらおい
- 第4代表決定戦

札幌ホーネッツ　4－3　WEEDしらおい
JR北海道、室蘭シャークス、航空自衛隊千歳、札幌ホーネッツが2次予選に進出

### 2次予選
- 1回戦

JR北海道　2－0　航空自衛隊千歳
室蘭シャークス　14－0　札幌ホーネッツ
- 敗者復活1回戦

札幌ホーネッツ　8－7　航空自衛隊千歳
- 2回戦

室蘭シャークス　6－5　JR北海道
- 敗者復活2回戦

JR北海道　16－3　札幌ホーネッツ
- 代表決定戦

JR北海道　3－2　室蘭シャークス
JR北海道が本戦出場、室蘭シャークスは北海道・東北予選に進出

## 東北地区

### 青森県1次予選
- 1回戦

ブルーズヨシフォレスト　19－12　オール青森クラブ
三菱製紙八戸クラブ　6－5　金木BLIZZARD
- 2回戦

ブルーズヨシフォレスト　（不戦勝）　全弘前倶楽部
自衛隊青森　1－0　三菱製紙八戸クラブ
- 代表決定戦

ブルーズヨシフォレスト　4－2　自衛隊青森
ブルーズヨシフォレストが東北2次予選に進出

### 岩手県1次予選
- 1回戦

JR盛岡　7－2　一戸桜陵クラブ
北上REDS　3－2　久慈クラブ
盛岡倶楽部　5－3　福高クラブ
オール江刺　4－0　オール不来方
赤崎野球クラブ　13－1　釜石野球団
矢巾硬式クラブ　5－4　一関ベースボールクラブ
- 2回戦

水沢駒形野球倶楽部　11－0　大槌倶楽部
JR盛岡　3－1　盛岡市立クラブ
高田クラブ　6－0　北上REDS
遠野クラブ　3－0　盛岡倶楽部
オール江刺　7－1　宮古倶楽部
赤崎野球クラブ　6－3　盛友クラブ
黒陵クラブ　18－4　矢巾硬式クラブ
フェズント岩手　19－0　前沢野球倶楽部
- 準々決勝

JR盛岡　7－4　水沢駒形野球倶楽部
高田クラブ　5－0　遠野クラブ
オール江刺　2－2　赤崎野球クラブ
オール江刺　3－1　赤崎野球クラブ（再試合）
フェズント岩手　5－0　黒陵クラブ
- 準決勝

JR盛岡　8－1　高田クラブ
フェズント岩手　4－0　オール江刺
- 敗者復活1回戦

高田クラブ　3－2　オール江刺
- 第1代表決定戦

フェズント岩手　5－2　JR盛岡
- 第2代表決定戦

JR盛岡　4－1　高田クラブ
フェズント岩手、JR盛岡が東北2次予選に進出

### 秋田県1次予選
- 1回戦

ノースアジア大校友クラブ　7－6　互大設備ダイヤモンドクラブ
ゴールデンリバース　11－1　由利本荘ベースボールクラブ
- 2回戦

TDK　12－2　ノースアジア大校友クラブ
秋田王冠クラブ　8－1　秋田ベースボールクラブ
大曲ベースボールクラブ　7－3　能代松陵クラブ
ゴールデンリバース　8－3　JR秋田
- 準決勝（代表決定戦）

TDK　7－0　秋田王冠クラブ
ゴールデンリバース　11－4　大曲ベースボールクラブ
- 決勝

TDK　7－0　ゴールデンリバース
TDK、ゴールデンリバースが東北2次予選に進出

### 宮城県1次予選
- 1回戦

北杜学園クラブ　5－3　S・Aクラブ
- 2回戦

北杜学園クラブ　11－1　サニークラブ
TFUクラブ　4－3　石巻日和倶楽部
白山クラブ　14－10　青葉クラブ
宮城大崎クラブ　14－5　登米クラブ
- 3回戦

JR東日本東北　5－1　TFUクラブ
日本製紙石巻　10－0　白山クラブ
七十七銀行　10－0　宮城大崎クラブ
NTTグループ東北マークス　10－0　北杜学園クラブ
- 敗者復活1回戦

TFUクラブ　10－1　白山クラブ
北杜学園クラブ　9－4　宮城大崎クラブ
- 準決勝（代表決定戦）

JR東日本東北　5－0　日本製紙石巻
七十七銀行　5－4　NTTグループ東北マークス
- 敗者復活2回戦（代表決定戦）

NTTグループ東北マークス　9－1　TFUクラブ
日本製紙石巻　2－1　北杜学園クラブ
- 決勝

七十七銀行　7－5　JR東日本東北
- 3位決定戦

NTTグループ東北マークス　11－7　日本製紙石巻
七十七銀行、JR東日本東北、NTTグループ東北マークス、日本製紙石巻が東北2次予選に進出

### 山形県1次予選
- 1回戦

きらやかベースボールクラブ　16－0　鶴岡野球クラブ
新庄球友クラブ　8－1　天童エンジェルス
- 代表決定戦

きらやかベースボールクラブ　16－1　新庄球友クラブ
きらやかベースボールクラブが東北2次予選に進出

### 福島県1次予選
- 1回戦

ALL北嶺　4－1　川俣クラブ
飯野クラブ　11－4　小峰クラブ
二本松クラブ　10－1　あぶくまベースボールクラブ
オールいわきクラブ　8－1　保原クラブ
自衛隊福島　10－3　岩瀬書店クラブ
- 2回戦

ALL北嶺　1－0　いわき菊田クラブ
表郷硬友クラブ　7－0　飯野クラブ
須賀川クラブ　7－3　北斗野球クラブ
オール喜多方クラブ　13－10　二本松クラブ
オールいわきクラブ　20－0　オール双葉野球クラブ
福島硬友クラブ　7－4　会津ベースボールクラブ
福島クラブ　9－2　全白河野球クラブ
郡山ベースボールクラブ　2－1　自衛隊福島
- 準々決勝

ALL北嶺　8－5　表郷硬友クラブ
須賀川クラブ　11－4　オール喜多方クラブ
オールいわきクラブ　9－0　福島硬友クラブ
郡山ベースボールクラブ　9－1　福島クラブ
- 準決勝（代表決定戦）

須賀川クラブ　8－6　ALL北嶺
郡山ベースボールクラブ　2－1　オールいわきクラブ
- 決勝

須賀川クラブ　10－9　郡山ベースボールクラブ
須賀川クラブ、郡山ベースボールクラブが東北2次予選に進出

### 東北2次予選
- 予選Aブロック

第1戦　JR盛岡　11－4　ブルーズヨシフォレスト
第2戦　七十七銀行　12－0　ブルーズヨシフォレスト
第3戦　七十七銀行　12－1　JR盛岡
（1位：七十七銀行（2勝）、2位：JR盛岡（1勝1敗）、3位：ブルーズヨシフォレスト（2敗））
- 予選Bブロック

第1戦　日本製紙石巻　11－2　須賀川クラブ
第2戦　ゴールデンリバース　9－4　須賀川クラブ
第3戦　日本製紙石巻　4－1　ゴールデンリバース
（1位：日本製紙石巻（2勝）、2位：ゴールデンリバース（1勝1敗）、3位：須賀川クラブ（2敗））
- 予選Cブロック

第1戦　フェズント岩手　6－4　きらやかベースボールクラブ
第2戦　JR東日本東北　10－0　きらやかベースボールクラブ
第3戦　JR東日本東北　8－3　フェズント岩手
（1位：JR東日本東北（2勝）、2位：フェズント岩手（1勝1敗）、3位：きらやかベースボールクラブ（2敗））
- 予選Dブロック

第1戦　NTTグループ東北マークス　18－0　郡山ベースボールクラブ
第2戦　TDK　12－0　郡山ベースボールクラブ
第3戦　TDK　6－1　NTTグループ東北マークス
（1位：TDK（2勝）、2位：NTTグループ東北マークス（1勝1敗）、3位：郡山ベースボールクラブ（2敗））
- 第1代表トーナメント1回戦

七十七銀行　9－7　日本製紙石巻
JR東日本東北　3－2　TDK
- 第2代表トーナメント1回戦

ゴールデンリバース　6－3　JR盛岡
NTTグループ東北マークス　2－1　フェズント岩手
- 第2代表トーナメント2回戦

TDK　10－0　ゴールデンリバース
日本製紙石巻　2－1　NTTグループ東北マークス
- 第2代表トーナメント3回戦

TDK　4－3　日本製紙石巻
- 第1代表決定戦

JR東日本東北　9－7　七十七銀行
- 第2代表決定戦

七十七銀行　1－0　TDK
JR東日本東北、七十七銀行が本戦出場、TDKは北海道・東北予選に進出

## 北海道・東北地区
- 代表決定対抗戦

第1戦　TDK　6－3　室蘭シャークス
第2戦　TDK　8－3　室蘭シャークス
TDKが本戦出場

## 北信越地区

### 新潟県1次予選
- 1回戦

ファイティング・スピリット　13－0　オール飯豊
JR新潟　13－0　国際情報大学ブルーナビッツ
新潟コンマーシャル倶楽部　12－4　新潟クラブ野球団
バイタルネット　10－0　オール長岡野球倶楽部
野田サンダーズ　2－0　にいがたKD
佐渡軍団　7－0　日本ウェルネススポーツ専門学校新潟校
- 2回戦

JR新潟　3－1　ファイティング・スピリット
バイタルネット　6－1　新潟コンマーシャル倶楽部
野田サンダーズ　5－1　佐渡軍団
- 代表決定リーグ

第1戦　バイタルネット　22－3　JR新潟
第2戦　野田サンダーズ　6－5　JR新潟
第3戦　バイタルネット　7－0　野田サンダーズ
（1位：バイタルネット（2勝）、2位：野田サンダーズ（1勝1敗）、3位：JR新潟（2敗））
バイタルネット、野田サンダーズが北信越2次予選に進出

### 長野県1次予選
- 1回戦

佐久コスモスターズ硬式野球クラブ　11－0　長野好球倶楽部
- 代表決定リーグ

第1戦　フェデックス　2－0　佐久コスモスターズ硬式野球クラブ
第2戦　NTT信越硬式野球クラブ　10－0　フェデックス
第3戦　佐久コスモスターズ硬式野球クラブ　4－3　NTT信越硬式野球クラブ
（1位：NTT信越硬式野球クラブ、2位：佐久コスモスターズ硬式野球クラブ、3位：フェデックス＝順位は得失点率差による）
NTT信越硬式野球クラブ、佐久コスモスターズ硬式野球クラブが北信越2次予選に進出

### 富山県・石川県・福井県1次予選
- 1回戦

伏木海陸運送　3－0　HARD BALL CLUB金沢
富山ベースボールクラブ　6－2　福井ミリオンドリームズ
- 敗者復活1回戦

福井ミリオンドリームズ　2－0　HARD BALL CLUB金沢
- 第1代表決定戦

富山ベースボールクラブ　1－0　伏木海陸運送
- 第2代表決定戦

伏木海陸運送　3－2　福井ミリオンドリームズ
富山ベースボールクラブ、伏木海陸運送が北信越2次予選に進出

### 北信越2次予選
- 予選第1ブロック

第1戦　野田サンダーズ　9－3　富山ベースボールクラブ
第2戦　伏木海陸運送　7－1　野田サンダーズ
第3戦　伏木海陸運送　4－2　富山ベースボールクラブ
（1位：伏木海陸運送（2勝）、2位・野田サンダーズ（1勝1敗）、3位・富山ベースボールクラブ（2敗））
- 予選第2ブロック

第1戦　バイタルネット　4－3　NTT信越硬式野球クラブ
第2戦　NTT信越硬式野球クラブ　2－1　佐久コスモスターズ硬式野球クラブ
第3戦　バイタルネット　9－2　佐久コスモスターズ硬式野球クラブ
（1位・バイタルネット（2勝）、2位・NTT信越硬式野球クラブ（1勝1敗）、3位・佐久コスモスターズ硬式野球クラブ（2敗））
- 決勝トーナメント準決勝

NTT信越硬式野球クラブ　2－1　伏木海陸運送
バイタルネット　11－1　野田サンダーズ
- 代表決定戦

NTT信越硬式野球クラブ　3－1　バイタルネット
NTT信越硬式野球クラブが本戦出場

## 北関東地区

### 茨城県1次予選
- 1回戦

オール日立ドリームズ　5－1　大宮クラブ
全神栖硬式野球クラブ　6－0　全鹿嶋野球倶楽部
鹿島レインボーズ　7－2　全フィフティ小川
全東海野球団　4－2　TSUKUBA CLUB
- 2回戦

茨城トヨペット　7－3　オール日立ドリームズ
全神栖硬式野球クラブ　8－7　全水戸野球クラブ
茨城ゴールデンゴールズ　5－1　鹿島レインボーズ
JR水戸　4－2　全東海野球団
- 3回戦（代表決定戦）

茨城トヨペット　6－0　全神栖硬式野球クラブ
茨城ゴールデンゴールズ　10－3　JR水戸
- 準決勝

日立製作所　9－1　茨城ゴールデンゴールズ
住友金属鹿島　9－3　茨城トヨペット
- 3位決定戦

茨城ゴールデンゴールズ　15－0　茨城トヨペット
- 決勝

日立製作所　4－0　住友金属鹿島
日立製作所、住友金属鹿島、茨城ゴールデンゴールズ、茨城トヨペットが北関東2次予選に進出

### 栃木県1次予選
- 1回戦

TSKアークバリア栃木　11－3　犬飼クラブ
宇工OBクラブ　4－1　作新クラブ
ガッツ全栃木野球クラブ　3－1　全宇都宮野球クラブ
- 2回戦

全足利クラブ　5－0　TSKアークバリア栃木
コットンウェイ硬式野球クラブ　3－2　スリーナインクラブ
宇工OBクラブ　11－7　全鹿沼野球部
ガッツ全栃木野球クラブ　6－4　宇都宮大学OBクラブ
- 準決勝（代表決定戦）

全足利クラブ　4－1　コットンウェイ硬式野球クラブ
ガッツ全栃木野球クラブ　12－0　宇工OBクラブ
- 決勝

全足利クラブ　5－2　ガッツ全栃木野球クラブ
全足利クラブ、ガッツ全栃木野球クラブが北関東2次予選に進出

### 群馬県1次予選
- 1回戦

太田球友硬式野球倶楽部　4－3　伊勢崎硬建クラブ
全桐生硬友クラブ　10－9　アゼリア館林硬式野球クラブ
全前橋野球倶楽部　12－7　全吾妻硬式野球倶楽部
オール高崎野球倶楽部　3－0　大泉硬友野球クラブ
- 2回戦

太田球友硬式野球倶楽部　14－9　全桐生硬友クラブ
オール高崎野球倶楽部　10－0　全前橋野球倶楽部
- 準決勝（代表決定戦）

オール高崎野球倶楽部　5－0　太田球友硬式野球倶楽部
- 決勝

富士重工業　11－1　オール高崎野球倶楽部
富士重工業、オール高崎野球倶楽部が北関東2次予選に進出

### 北関東2次予選
- 1回戦

日立製作所　14－1　オール高崎野球倶楽部
茨城トヨペット　6－5　全足利クラブ
住友金属鹿島　10－0　ガッツ全栃木野球クラブ
富士重工業　5－2　茨城ゴールデンゴールズ
- 2回戦

日立製作所　9－0　茨城トヨペット
富士重工業　3－0　住友金属鹿島
- 敗者復活1回戦

住友金属鹿島　7－1　茨城トヨペット
- 代表決定戦

富士重工業　3－0　日立製作所
- 関東予選代表決定戦

日立製作所　10－4　住友金属鹿島
富士重工業が本戦出場、日立製作所は関東予選に進出

## 南関東地区

### 埼玉県1次予選
- 1回戦

全熊谷硬式野球クラブ　8－2　松山OB野球団
全三郷硬式野球部　14－7　レジェンズ
ウェルネス彩ベースボールクラブ　11－4　かみかわ野球クラブ
都幾川倶楽部硬式野球団　14－3　所沢グリーンベースボールクラブ
- 2回戦

全熊谷硬式野球クラブ　3－1　全大宮野球団
一球幸魂倶楽部　6－1　全三郷硬式野球部
ウェルネス彩ベースボールクラブ　9－1　全浦和野球団
都幾川倶楽部硬式野球団　11－1　浦和ディアーズ
- 敗者復活1回戦

レジェンズ　9－0　松山OB野球団
所沢グリーンベースボールクラブ　5－3　かみかわ野球クラブ
全大宮野球団　12－5　全三郷硬式野球部
全浦和野球団　3－1　浦和ディアーズ
- 敗者復活2回戦

所沢グリーンベースボールクラブ　7－2　レジェンズ
全大宮野球団　3－2　全浦和野球団
- 3回戦

一球幸魂倶楽部　6－3　全熊谷硬式野球クラブ
ウェルネス彩ベースボールクラブ　4－3　都幾川倶楽部硬式野球団
- 敗者復活3回戦

所沢グリーンベースボールクラブ　12－6　都幾川倶楽部硬式野球団
全大宮野球団　3－0　全熊谷硬式野球クラブ
- 敗者復活4回戦

所沢グリーンベースボールクラブ　7－0　全大宮野球団
- 4回戦

ウェルネス彩ベースボールクラブ　3－2　一球幸魂倶楽部
- 敗者復活5回戦

所沢グリーンベースボールクラブ　10－9　一球幸魂倶楽部
- 代表決定戦（敗者復活チームは2勝で代表）

第1戦　所沢グリーンベースボールクラブ　4－3　ウェルネス彩ベースボールクラブ
第2戦　ウェルネス彩ベースボールクラブ　7－2　所沢グリーンベースボールクラブ
- 代表順位決定戦

Honda　4－1　日本通運
Honda、日本通運、ウェルネス彩ベースボールクラブが南関東2次予選に進出

### 千葉県1次予選
- クラブ1回戦

千葉熱血MAKING　5－4　松戸B・C TYR
銚子Oceans　5－3　東金球友倶楽部
サウザンリーフ市原　6－5　NODA B.C NEXUS
- クラブ2回戦

YBCフェニーズ　4－0　千葉熱血MAKING
サウザンリーフ市原　8－2　銚子Oceans
- クラブ敗者復活戦

銚子Oceans　9－7　千葉熱血MAKING
- クラブ決勝

YBCフェニーズ　7－1　サウザンリーフ市原
- 1回戦

サウザンリーフ市原　7－5　YBCフェニーズ
銚子Oceans　2－0　JR千葉
- 準決勝（代表決定戦）

かずさマジック　12－1　サウザンリーフ市原
JFE東日本　15－0　銚子Oceans
- 敗者復活1回戦

YBCフェニーズ　12－2　銚子Oceans
JR千葉　6－1　サウザンリーフ市原
- 第3代表決定戦

JR千葉　14－4　YBCフェニーズ
- 決勝

JFE東日本　3－1　かずさマジック
JFE東日本、かずさマジック、JR千葉が南関東2次予選に進出

### 山梨県1次予選
- 1回戦

南アルプス硬式野球倶楽部　9－8　桂倶楽部
- 準決勝（代表決定戦）

山梨球友クラブ　8－5　南アルプス硬式野球倶楽部
大富士BASEBALL CREW　3－1　甲斐府中クラブ
- 決勝

山梨球友クラブ　8－7　大富士BASEBALL CREW
山梨球友クラブ、大富士BASEBALL CREWが南関東2次予選に進出

### 南関東2次予選
- 1回戦

JFE東日本　10－0　大富士BASEBALL CREW
日本通運　7－0　JR千葉
かずさマジック　9－1　ウェルネス彩ベースボールクラブ
Honda　10－0　山梨球友クラブ
- 敗者復活1回戦

JR千葉　8－0　大富士BASEBALL CREW
ウェルネス彩ベースボールクラブ　5－3　山梨球友クラブ
- 2回戦

日本通運　10－0　JFE東日本
Honda　11－1　かずさマジック
- 敗者復活2回戦

かずさマジック　10－0　JR千葉
JFE東日本　27－2　ウェルネス彩ベースボールクラブ
- 敗者復活3回戦

JFE東日本　5－1　かずさマジック
- 第1代表決定戦

Honda　6－4　日本通運
- 第2代表決定戦

日本通運　5－3　JFE東日本
Honda、日本通運が本戦出場、JFE東日本は関東予選に進出

## 東京地区
- 1回戦

THINKフィットネス・GOLD'S GYMベースボールクラブ　10－8　東京好球倶楽部
東京弥生クラブ　3－2　東京城南クラブ
WIEN '94　7－1　熊球クラブ
ABC東京野球クラブ　（不戦勝）　東京L.B.C
- 2回戦

武蔵野クラブ　6－5　THINKフィットネス・GOLD'S GYMベースボールクラブ
REVENGE99　18－3　東京弥生クラブ
全府中野球倶楽部　25－4　Strairal Baseball Club
WIEN '94　9－2　全調布硬式野球倶楽部
ABC東京野球クラブ　2－1　西多摩倶楽部
- 3回戦

東京ガス　15－1　武蔵野クラブ
日本ウェルネススポーツ専門学校　9－2　REVENGE99
WIEN '94　3－2　全府中野球倶楽部
NTT東日本　21－1　ABC東京野球クラブ
- 敗者復活1回戦

REVENGE99　4－0　武蔵野クラブ
ABC東京野球クラブ　8－2　全府中野球倶楽部
- 代表決定戦

東京ガス　7－0　日本ウェルネススポーツ専門学校
NTT東日本　8－1　WIEN '94
- 敗者復活代表決定戦

REVENGE99　5－3　WIEN '94
日本ウェルネススポーツ専門学校　4－1　ABC東京野球クラブ
東京ガス、NTT東日本、REVENGE99、日本ウェルネススポーツ専門学校が2次予選に進出

### 2次予選
- 1回戦

JR東日本　11－0　日本ウェルネススポーツ専門学校
NTT東日本　11－0　明治安田生命
東京ガス　3－2　セガサミー
鷺宮製作所　5－4　REVENGE99
- 敗者復活1回戦

明治安田生命　4－0　日本ウェルネススポーツ専門学校
セガサミー　15－2　REVENGE99
- 準決勝

NTT東日本　3－2　JR東日本
鷺宮製作所　4－3　東京ガス
- 敗者復活2回戦

東京ガス　5－3　明治安田生命
セガサミー　5－2　JR東日本
- 敗者復活3回戦

セガサミー　8－1　東京ガス
- 第1代表決定戦

鷺宮製作所　2－0　NTT東日本
- 第2代表決定戦

NTT東日本　4－1　セガサミー
- 第3代表決定戦

セガサミー　3－0　東京ガス
鷺宮製作所、NTT東日本、セガサミーが本戦出場、東京ガスは関東予選に進出

## 神奈川地区

### 1次予選
- 1回戦

横浜ベイブルース　8－1　茅ヶ崎サザンカイツ
京浜野球倶楽部　9－0　全川崎クラブ
国際総合伊勢原クラブ　10－0　EMANON Baseball Blub
WIEN BASEBALL CLUB　9－8　マルユウベースボールクラブ湘南
- 2回戦（代表決定戦）

横浜ベイブルース　3－2　相模原クラブ
京浜野球倶楽部　4－2　横浜中央クラブ
横浜金港クラブ　14－1　国際総合伊勢原クラブ
横浜球友クラブ　8－1　WIEN BASEBALL CLUB
- 準決勝

横浜ベイブルース　10－0　京浜野球倶楽部
横浜金港クラブ　5－3　横浜球友クラブ
- 3位決定戦

横浜球友クラブ　8－1　京浜野球倶楽部
- 決勝

横浜金港クラブ　5－4　横浜ベイブルース
横浜金港クラブ、横浜ベイブルース、横浜球友クラブ、京浜野球倶楽部が2次予選に進出

### 2次予選
- 1回戦

新日本石油ENEOS　5－1　横浜球友クラブ
日産自動車　14－0　横浜ベイブルース
東芝　7－0　横浜金港クラブ
三菱重工横浜　9－0　京浜野球倶楽部
- 敗者復活1回戦

横浜ベイブルース　7－5　横浜球友クラブ
横浜金港クラブ　10－3　京浜野球倶楽部
- 準決勝

日産自動車　5－3　新日本石油ENEOS
三菱重工横浜　3－0　東芝
- 敗者復活2回戦

東芝　13－2　横浜ベイブルース
新日本石油ENEOS　9－0　横浜金港クラブ
- 敗者復活3回戦

新日本石油ENEOS　4－3　東芝
- 第1代表決定戦

日産自動車　0－0　三菱重工横浜　（延長16回引き分け）
三菱重工横浜　4x－3　日産自動車　（延長10回）
- 第2代表決定戦

新日本石油ENEOS　14－3　日産自動車　（7回コールド）
- 第3代表決定戦

日産自動車　4－2　東芝
日産自動車、新日本石油ENEOS、日産自動車が本戦出場、東芝は関東予選に進出

## 関東地区
- 代表決定戦

東京ガス　2－1　日立製作所
東芝　2x－1　JFE東日本　（延長17回）
- 敗者復活代表決定戦

日立製作所　3x－2　JFE東日本　（延長11回）
東京ガス、東芝、日立製作所が本戦出場

## 東海地区

### 静岡県1次予選
- 1回戦

静岡硬式野球倶楽部　10－0　中電硬式野球クラブ
- 準決勝

静岡硬式野球倶楽部　10－0　浜松ケイ・スポーツBC
ヤマハ発動機野球部　11－3　富士クラブ
- 3位決定戦

浜松ケイ・スポーツBC　8－4　富士クラブ
- 代表決定戦

ヤマハ発動機野球部　5－3　静岡硬式野球倶楽部
ヤマハ発動機野球部が静岡県・愛知県・三重県1次予選に進出

### 愛知県1次予選
- 1回戦

NAGOYA23　9－6　愛知ベースボール倶楽部
エイデン愛工大OB BLITZ　10－0　CA春日井
- 代表決定戦

NAGOYA23　1－0　エイデン愛工大OB BLITZ
NAGOYA23が静岡県・愛知県・三重県1次予選に進出

### 三重県1次予選
- 1回戦

奥伊勢クラブ　4－2　明野レジェンズ
全三重クラブ　5－4　三重高虎ベースボールクラブ
- 代表決定戦

全三重クラブ　8－1　奥伊勢クラブ
全三重クラブが静岡県・愛知県・三重県1次予選に進出

### 静岡県・愛知県・三重県1次予選
- 代表決定リーグ

第1戦　NAGOYA23　5－2　全三重クラブ
第2戦　全三重クラブ　3－2　ヤマハ発動機野球部
第3戦　NAGOYA23　7－1　ヤマハ発動機野球部
（1位：NAGOYA23、2位：全三重クラブ、3位：ヤマハ発動機野球部）
NAGOYA23が東海2次予選に進出

### 東海2次予選
- 予選Aグループ

第1戦　JR東海　12－1　JPスポーツ専門学校
第2戦　東海理化　5－1　三菱重工名古屋
第3戦　JR東海　9－5　三菱重工名古屋
第4戦　東海理化　11－1　JPスポーツ専門学校
第5戦　JR東海　1－0　東海理化
第6戦　三菱重工名古屋　10－1　JPスポーツ専門学校
（1位：JR東海（3勝）、2位：東海理化（2勝1敗）、3位：三菱重工名古屋（1勝2敗）、4位：JPスポーツ専門学校（3敗））
- 予選Bグループ

第1戦　三菱自動車岡崎　6－4　王子製紙
第2戦　ヤマハ　2－1　西濃運輸
第3戦　西濃運輸　2－0　王子製紙
第4戦　ヤマハ　4－2　三菱自動車岡崎
第5戦　ヤマハ　2－1　王子製紙
第6戦　三菱自動車岡崎　2－1　西濃運輸
（1位：ヤマハ（3勝）、2位：三菱自動車岡崎（2勝1敗）、3位：西濃運輸（1勝2敗）、4位：王子製紙（3敗））
- 予選Cグループ

第1戦　東邦ガス　5－4　Honda鈴鹿
第2戦　東海REX　1－0　トヨタ自動車
第3戦　トヨタ自動車　6－1　東邦ガス
第4戦　Honda鈴鹿　13－0　東海REX
第5戦　東邦ガス　4－2　東海REX
第6戦　トヨタ自動車　4－2　Honda鈴鹿
（1位：トヨタ自動車（2勝1敗）、2位：東邦ガス（2勝1敗）、3位：Honda鈴鹿（1勝2敗）、4位：東海REX（1勝2敗）＝1・2位、3・4位は直接対戦の結果による）
（各グループにおける順位、勝利数、得失点差率により、上位から順に4チームが第1代表トーナメント、2チームが第2代表トーナメント、2チームが第3代表トーナメント、4チーム及び1次予選突破のNAGOYA23が第4代表トーナメントにそれぞれ出場）
- 第1代表トーナメント1回戦

トヨタ自動車（3位）　4－1　ヤマハ（2位）
東海理化（4位）　7－2　JR東海（1位）
- 第2代表トーナメント1回戦

東邦ガス（6位）　8－6　三菱自動車岡崎（5位）
- 第3代表トーナメント1回戦

ヤマハ　7－5　Honda鈴鹿（7位）
JR東海　4－0　西濃運輸（8位）
- 第4代表トーナメント1回戦

東海REX（10位）　11－1　NAGOYA23（1次予選突破）（敗退）
王子製紙（11位）　11－1　JPスポーツ専門学校（12位）（敗退）
- 第4代表トーナメント2回戦

三菱重工名古屋（9位）　3－0　東海REX
三菱自動車岡崎　6－3　王子製紙
- 第6代表トーナメント1回戦

Honda鈴鹿　2－1　東海REX（敗退）
王子製紙　3－0　西濃運輸（敗退）
- 第6代表トーナメント2回戦（敗者は第7代表トーナメント1回戦に出場）

Honda鈴鹿　2－1　王子製紙
- 第1代表決定戦

トヨタ自動車　1－0　東海理化
- 第2代表決定戦

東邦ガス　3x－2　東海理化　（延長12回）
- 第3代表決定戦

ヤマハ　6－3　JR東海
- 第4代表決定戦

三菱自動車岡崎　9－4　三菱重工名古屋　（延長10回）
- 第5代表トーナメント1回戦

三菱重工名古屋　5－2　JR東海
- 第5代表決定戦

東海理化　4－1　三菱重工名古屋
- 第6代表決定戦

Honda鈴鹿　5－4　三菱重工名古屋
- 第7代表トーナメント1回戦

王子製紙　7－6　JR東海
- 第7代表決定戦

王子製紙　1x－0　三菱重工名古屋　（延長14回）
トヨタ自動車、東邦ガス、ヤマハ、三菱自動車岡崎、東海理化、Honda鈴鹿、王子製紙が本戦出場

## 京滋奈地区

### 滋賀県1次予選
- 1回戦

近江八幡野球クラブ　6－2　瀬田クラブ
- 代表決定戦

甲賀健康医療専門学校　3－1　近江八幡野球クラブ
OBC高島　8－3　全大津野球団
甲賀健康医療専門学校、OBC高島が京滋奈2次予選に進出

### 京都府1次予選
- 1回戦

京都ファイアーバーズ　5－4　京都球友クラブ
島津製作所　11－1　京都フルカウンツ
- 2回戦

三菱自動車京都ダイヤフェニックス　8－0　鴨沂クラブ
京都ファイアーバーズ　13－0　京都グランドスラム
東宇治クラブ　14－5　東山高OBクラブ
ミキハウスREDS　5－1　島津製作所
- 3回戦

三菱自動車京都ダイヤフェニックス　2－1　京都ファイアーバーズ
ミキハウスREDS　7－2　東宇治クラブ
- 準決勝（代表決定戦）

三菱自動車京都ダイヤフェニックス　1－0　ニチダイ
日本新薬　12－0　ミキハウスREDS
- 第3代表決定戦

ミキハウスREDS　9－7　ニチダイ
- 決勝

日本新薬　12－0　三菱自動車京都ダイヤフェニックス
日本新薬、三菱自動車京都ダイヤフェニックス、ミキハウスREDSが京滋奈2次予選に進出

### 奈良県1次予選
- 1回戦

GSG斑鳩クラブ　7－3　奈良産業大OBクラブ
奈良フレンドベースボールクラブ　11－0　帝塚山大OBクラブ
一城クラブ　7－3　奈良Jメンテナンス野球クラブ
大和高田クラブ　10－0　奈良アンビションズクラブ
- 敗者復活1回戦

帝塚山大OBクラブ　7－3　奈良産業大OBクラブ
奈良Jメンテナンス野球クラブ　5－2　奈良アンビションズクラブ
- 2回戦

奈良フレンドベースボールクラブ　10－3　GSG斑鳩クラブ
大和高田クラブ　8－1　一城クラブ
- 敗者復活2回戦

一城クラブ　11－0　帝塚山大OBクラブ
GSG斑鳩クラブ　7－4　奈良Jメンテナンス野球クラブ
- 敗者復活3回戦

一城クラブ　8－7　GSG斑鳩クラブ
- 3回戦

大和高田クラブ　4－1　奈良フレンドベースボールクラブ
- 敗者復活4回戦

一城クラブ　9－4　奈良フレンドベースボールクラブ
- 代表決定戦（敗者復活チームは2勝が必要）

大和高田クラブ　15－0　一城クラブ
大和高田クラブが京滋奈2次予選に進出

### 京滋奈2次予選
- 1回戦

甲賀健康医療専門学校　9－8　ミキハウスREDS
OBC高島　5－0　三菱自動車京都ダイヤフェニックス
- 2回戦

日本新薬　7－0　甲賀健康医療専門学校
OBC高島　6－2　大和高田クラブ
- 敗者復活戦

ミキハウスREDS　5－1　大和高田クラブ
甲賀健康医療専門学校　3－2　三菱自動車京都ダイヤフェニックス
- 決勝リーグ

第1戦　日本新薬　14－0　甲賀健康医療専門学校
第2戦　OBC高島　5－1　ミキハウスREDS
第3戦　甲賀健康医療専門学校　9－7　OBC高島
第4戦　日本新薬　11－1　ミキハウスREDS
第5戦　甲賀健康医療専門学校　5－4　ミキハウスREDS
第6戦　日本新薬　2－0　OBC高島
（1位：日本新薬（3勝）、2位：甲賀健康医療専門学校（2勝1敗）、3位：OBC高島（1勝2敗）、4位：ミキハウスREDS（3敗））
日本新薬が本戦出場、甲賀健康医療専門学校は近畿予選に進出

## 阪和地区

### 1次予選
- 1回戦

泉州大阪野球団　2－1　履正社学園
- 2回戦

NOMOベースボールクラブ　5－4　泉州大阪野球団
和歌山箕島球友会　11－1　大阪ペーシェンスクラブ
関電グループ硬式野球クラブ　5－4　大阪ウイング硬式野球クラブ
八尾ベースボールクラブ　6－5　中山製鋼野球クラブ
- 準決勝（代表決定戦）

和歌山箕島球友会　8－6　NOMOベースボールクラブ
八尾ベースボールクラブ　5－0　関電グループ硬式野球クラブ
- 決勝

八尾ベースボールクラブ　5－4　和歌山箕島球友会
八尾ベースボールクラブ、和歌山箕島球友会が2次予選に進出

### 2次予選
- リーグ戦

第1戦　パナソニック　11－1　和歌山箕島球友会
第2戦　日本生命　12－1　八尾ベースボールクラブ
第3戦　NTT西日本　18－1　和歌山箕島球友会
第4戦　大阪ガス　20－0　八尾ベースボールクラブ
第5戦　パナソニック　1－0　大阪ガス
第6戦　NTT西日本　4－1　日本生命
第7戦　パナソニック　20－1　八尾ベースボールクラブ
第8戦　日本生命　10－0　和歌山箕島球友会
第9戦　NTT西日本　23－1　八尾ベースボールクラブ
第10戦　大阪ガス　1－0　和歌山箕島球友会
第11戦　NTT西日本　4－3　パナソニック
第12戦　日本生命　3－0　大阪ガス
第13戦　八尾ベースボールクラブ　8－7　和歌山箕島球友会
第14戦　NTT西日本　5－1　大阪ガス
第15戦　パナソニック　6－1　日本生命
（1位：NTT西日本（5勝）、2位：パナソニック（4勝1敗）、3位：日本生命（3勝2敗）、4位：大阪ガス（2勝3敗）、5位：八尾ベースボールクラブ（1勝4敗）、6位：和歌山箕島球友会（5敗））
- 第1代表決定戦

パナソニック　4－3　NTT西日本
- 第2代表トーナメント1回戦

日本生命　3－1　大阪ガス
- 第2代表決定戦

NTT西日本　5x－4　日本生命　（延長11回）
パナソニック、NTT西日本が本戦出場、日本生命、大阪ガスは近畿予選に進出

## 兵庫地区
- 予選Aグループ

第1戦　トータル阪神　5－0　全播磨硬式野球団
第2戦　全播磨硬式野球団　5－4　新日鐵広畑
第3戦　新日鐵広畑　13－5　トータル阪神
（1位：新日鐵広畑、2位：トータル阪神、3位：全播磨硬式野球団＝順位は得失点差による）
- 予選Bグループ

第1戦　関西メディカルスポーツ学院　12－2　神戸レールスターズ
第2戦　三菱重工神戸　9－5　関西メディカルスポーツ学院
第3戦　三菱重工神戸　14－2　神戸レールスターズ
（1位：三菱重工神戸、2位：関西メディカルスポーツ学院、3位：神戸レールスターズ）
- 1回戦

新日鐵広畑　6－1　関西メディカルスポーツ学院
三菱重工神戸　1－0　トータル阪神
- 敗者復活1回戦

トータル阪神　8－2　関西メディカルスポーツ学院
- 代表決定戦

三菱重工神戸　2－1　新日鐵広畑
- 近畿地区予選代表決定戦

新日鐵広畑　6－1　トータル阪神
三菱重工神戸が本戦出場、新日鐵広畑は近畿予選に進出

## 近畿地区
- 1回戦

新日鐵広畑　6－5　大阪ガス
日本生命　10－0　甲賀健康医療専門学校
- 敗者復活1回戦

大阪ガス　10－0　甲賀健康医療専門学校
- 代表決定戦

日本生命　5－1　新日鐵広畑
- 敗者復活代表決定戦

大阪ガス　7－3　新日鐵広畑
日本生命、大阪ガスが本戦出場

## 中国地区

### 岡山県・鳥取県1次予選
- 1回戦

鳥取キタロウズ　5－3　柵原クラブ
- 2回戦

三菱自動車倉敷オーシャンズ　7－0　鳥取キタロウズ
シティライト岡山　2－0　倉敷ピーチジャックス
- 敗者復活1回戦

倉敷ピーチジャックス　16－2　柵原クラブ
- 敗者復活2回戦

倉敷ピーチジャックス　2－0　鳥取キタロウズ
- 第1代表決定戦

シティライト岡山　5－1　三菱自動車倉敷オーシャンズ
- 第2代表決定戦

倉敷ピーチジャックス　2－1　三菱自動車倉敷オーシャンズ
シティライト岡山が中国2次予選に進出、倉敷ピーチジャックスは中国1次予選に進出

### 広島県1次予選
- 1回戦

広島鯉城クラブ　5－4　MSH塩見ホールディングス
- 2回戦（代表決定戦）

ワイテック　1－0　広島鯉城クラブ
三菱重工三原　5－3　三菱重工広島
伯和ビクトリーズ　6－2　ツネイシホールディングス野球クラブ
JFE西日本　11－0　日本ウェルネススポーツ専門学校広島校
- 敗者復活1回戦

三菱重工広島　12－4　MSH塩見ホールディングス
- 敗者復活2回戦

三菱重工広島　6－2　日本ウェルネススポーツ専門学校広島校
ツネイシホールディングス野球クラブ　12－4　広島鯉城クラブ
- 準決勝

三菱重工三原　6－2　ワイテック
伯和ビクトリーズ　1－0　JFE西日本
- 決勝

伯和ビクトリーズ　2－1　三菱重工三原
- 第5代表決定戦

ツネイシホールディングス野球クラブ　4－2　三菱重工広島
伯和ビクトリーズ、三菱重工三原、ワイテック、JFE西日本、ツネイシホールディングス野球クラブが中国2次予選に進出、三菱重工広島は中国1次予選に進出

### 山口県1次予選
- 1回戦

岩国五橋クラブ　4－3　海上自衛隊岩国クラブ
- 2回戦

山口きららマウントG　6－5　岩国五橋クラブ
光シーガルズ　4－1　航空自衛隊防府クラブ
- 代表決定戦

山口きららマウントG　4－3　光シーガルズ
山口きららマウントGが中国2次予選に進出、光シーガルズは中国1次予選に進出

### 中国1次予選
- 代表決定リーグ

第1戦　三菱重工広島　4－0　光シーガルズ
第2戦　光シーガルズ　7－3　倉敷ピーチジャックス
第3戦　倉敷ピーチジャックス　4－2　三菱重工広島
（1位：三菱重工広島、2位：光シーガルズ、3位：倉敷ピーチジャックス＝順位は得失点差による）
三菱重工広島が中国2次予選に進出

### 中国2次予選
- 予選Aリーグ

第1戦　シティライト岡山　3－0　山口きららマウントG
第2戦　伯和ビクトリーズ　6－1　ツネイシホールディングス野球クラブ
第3戦　伯和ビクトリーズ　7－6　シティライト岡山
第4戦　ツネイシホールディングス野球クラブ　0－0　シティライト岡山
第5戦　伯和ビクトリーズ　7－0　山口きららマウントG
第6戦　ツネイシホールディングス野球クラブ　3－0　山口きららマウントG
（1位・伯和ビクトリーズ（勝点10）、2位・シティライト岡山（同4）、3位・ツネイシホールディングス野球クラブ（同4）、4位・山口きららマウントG（同-1）…コールド勝ち：勝点4、勝ち：勝点3、負け：勝点0、コールド負け：勝点-1で計算する。Bリーグも同じ＝2・3位は直接対戦の結果による）
- 予選Bリーグ

第1戦　三菱重工三原　3－3　ワイテック
第2戦　JFE西日本　8－1　ワイテック
第3戦　三菱重工三原　6－4　三菱重工広島
第4戦　三菱重工広島　2－1　JFE西日本
第5戦　三菱重工広島　2－1　ワイテック
第6戦　JFE西日本　9－2　三菱重工三原
（1位・JFE西日本（勝点8）、2位・三菱重工広島（同6）、3位・三菱重工三原（同3）、ワイテック（同0））
- 決勝トーナメント1回戦

伯和ビクトリーズ　3－2　三菱重工広島
JFE西日本　8－0　シティライト岡山
- 敗者復活1回戦

三菱重工広島　3－2　シティライト岡山
- 第1代表決定戦

伯和ビクトリーズ　4－1　JFE西日本
- 第2代表決定戦

三菱重工広島　4－3　JFE西日本
伯和ビクトリーズ、三菱重工広島が本戦出場

## 四国地区

### 1次予選
- 代表決定リーグ

第1戦　松山フェニックス　4－2　アークバリアドリームクラブ
第2戦　四国銀行　11－0　徳島野球倶楽部
第3戦　JR四国　10－0　アークバリアドリームクラブ
第4戦　松山フェニックス　7－2　徳島野球倶楽部
第5戦　JR四国　5－2　四国銀行
第6戦　徳島野球倶楽部　5－1　アークバリアドリームクラブ
第7戦　四国銀行　6－4　松山フェニックス
第8戦　JR四国　11－0　徳島野球倶楽部
第9戦　四国銀行　4－2　アークバリアドリームクラブ
第10戦　JR四国　11－1　松山フェニックス
（1位：JR四国（4勝）、2位：四国銀行（3勝1敗）、3位：松山フェニックス（2勝2敗）、4位：徳島野球倶楽部（1勝3敗）、5位：アークバリアドリームクラブ（4敗））
JR四国、四国銀行、松山フェニックス、徳島野球倶楽部が2次予選に進出

### 2次予選
ページシステム方式により実施
- 準決勝（敗者は3位決定戦に出場）

JR四国　6－5　四国銀行
- 4位決定戦（勝者は3位決定戦に進出）

松山フェニックス　3－0　徳島野球倶楽部
- 3位決定戦（勝者は代表決定戦に進出）

四国銀行　2－1　松山フェニックス
- 代表決定戦

四国銀行　10－1　JR四国
四国銀行が本戦出場

## 九州地区

### 福岡県1次予選
- 1回戦

嘉麻市バーニングヒーローズ　6－2　日本ウェルネススポーツ専門学校北九州
- 代表決定戦

JR九州　12－0　福岡ベースボールクラブ
沖データ・コンピュータ教育学院　8－0　嘉麻市バーニングヒーローズ
九州三菱自動車　7－0　北九州市民硬式野球クラブ
日産自動車九州　6－2　福岡オーシャンズ9
- 敗者復活1回戦

北九州市民硬式野球クラブ　10－5　日本ウェルネススポーツ専門学校北九州
嘉麻市バーニングヒーローズ　7－4　福岡オーシャンズ9
- 敗者復活2回戦

北九州市民硬式野球クラブ　13－9　嘉麻市バーニングヒーローズ
- 敗者復活代表決定戦

福岡ベースボールクラブ　4－1　北九州市民硬式野球クラブ
JR九州、沖データ・コンピュータ教育学院、九州三菱自動車、日産自動車九州、福岡ベースボールクラブが九州2次予選に進出

### 佐賀県・長崎県1次予選
- 代表決定対抗戦

第1戦　三菱重工長崎　19－3　佐賀魂
第2戦　三菱重工長崎　11－0　佐賀魂
三菱重工長崎が九州2次予選に進出

### 大分県1次予選
- 1回戦

九州総合スポーツカレッジ　4－1　大分ソーリンズ野球倶楽部
- 代表決定戦

BANベースボールクラブ　5－3　九州総合スポーツカレッジ
BANベースボールクラブが九州2次予選に進出

### 熊本県1次予選
- 1回戦（代表決定戦）

熊本ゴールデンラークス　13－0　八代レッドスター硬式野球クラブ
- 決勝

Honda熊本　4－2　熊本ゴールデンラークス
Honda熊本、熊本ゴールデンラークスが九州2次予選に進出

### 宮崎県・鹿児島県1次予選
- 代表決定リーグ

第1戦　鹿児島ホワイトウェーブ　15－5　宮崎医療カレッジ
第2戦　宮崎梅田学園　18－0　宮崎医療カレッジ
第3戦　鹿児島ホワイトウェーブ　4－3　宮崎梅田学園
（1位：鹿児島ホワイトウェーブ、2位：宮崎梅田学園、3位：宮崎医療カレッジ）
鹿児島ホワイトウェーブが九州2次予選に進出

### 沖縄県1次予選
- 1回戦

エナジック　5－1　ビッグ開発ベースボールクラブ
- 2回戦

沖縄電力　17－1　エナジック
てるクリニック　5－1　金武イーグルス
- 敗者復活1回戦

エナジック　9－2　金武イーグルス
- 第1代表決定戦

沖縄電力　12－0　てるクリニック
- 第2代表決定戦

エナジック　6－5　てるクリニック
沖縄電力、エナジックが九州2次予選に進出

### 九州2次予選
- 第1代表トーナメント1回戦

沖データ・コンピュータ教育学院　6－1　福岡ベースボールクラブ
日産自動車　12－0　鹿児島ホワイトウェーブ
エナジック　19－1　BANベースボールクラブ
三菱重工長崎　6－0　九州三菱自動車
- 第1代表トーナメント2回戦

JR九州　8－1　沖データ・コンピュータ教育学院
Honda熊本　1－0　日産自動車九州
沖縄電力　9－1　エナジック
熊本ゴールデンラークス　5－2　三菱重工長崎
- 第2代表トーナメント1回戦

エナジック　16－2　福岡ベースボールクラブ
三菱重工長崎　7－0　鹿児島ホワイトウェーブ
沖データ・コンピュータ教育学院　10－1　BANベースボールクラブ
日産自動車九州　2－0　九州三菱自動車
- 第1代表トーナメント準決勝

Honda熊本　3－2　JR九州
沖縄電力　4－3　熊本ゴールデンラークス
- 第2代表トーナメント2回戦

三菱重工長崎　10－0　エナジック
日産自動車九州　2－1　沖データ・コンピュータ教育学院
- 第2代表トーナメント3回戦

三菱重工長崎　1－0　JR九州
日産自動車九州　7－3　熊本ゴールデンラークス
- 第3代表トーナメント1回戦

JR九州　6－0　熊本ゴールデンラークス
- 第2代表トーナメント4回戦

三菱重工長崎　7－2　日産自動車九州
- 第3代表トーナメント2回戦

JR九州　3－2　日産自動車九州
- 第1代表決定戦

沖縄電力　2－1　Honda熊本
- 第2代表決定戦

Honda熊本　4－2　三菱重工長崎
- 第3代表決定戦

三菱重工長崎　3x－2　JR九州　（延長10回）
沖縄電力、Honda熊本、三菱重工長崎が本戦出場